# Brownea gladysrojasiae
Brownea gladysrojasiae là một loài thực vật có hoa trong họ Đậu. Loài này được D. Velasq. & Agostini miêu tả khoa học đầu tiên năm 1981.